# Akodon varius
Akodon varius es una especie de roedor de la familia Cricetidae.

## Distribución geográfica
Se encuentra sólo en Bolivia. 